# لويس كومبز
لويس كومبز (بالإنجليزية: Lewis Combs)‏ هو عسكري أمريكي، ولد في 7 أبريل 1895، وتوفي في 20 مايو 1996 في Red Hook, New York ‏ في الولايات المتحدة بسبب مرض.